# John Kendrew
John Cowdery Kendrew (Oxford, Anglaterra, 1917 - Cambridge, 1997) fou un químic anglès guardonat amb el Premi Nobel de Química l'any 1962.

## Biografia
Va néixer el 24 de març de 1917 a la ciutat d'Oxford, situada al comtat d'Oxfordshire. Va estudiar química al Trinity College de la Universitat de Cambridge, on es llicencià el 1939.
Kendrew morí el 23 d'agost de 1997 a la seva residència de Cambridge.

## Recerca científica

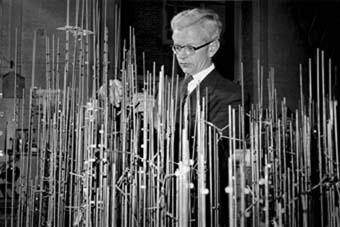
John Kendrew amb un model de mioglobina al seu laboratori.

Durant la Segona Guerra Mundial va prestar serveis al Ministeri de Producció Aeronàutica, inicialment en la seva recerca al voltant de la cinètica i posteriorment en el desenvolupament del radar.
Adjunt de Max Ferdinand Perutz al Laboratori de Biologia Molecular del Britain's Medical Research Council, va col·laborar amb ell en l'estudi de l'estructura de les proteïnes dels globus vermells, realitzant investigacions paral·leles a les de Peretz sobre la proteïna muscular denominada mioglobina. Els diagrames de difracció de raigs X en les cadenes peptídiques que constitueixen la molècula de la mioglobina i en la qual s'hi havien fixat prèviament àtoms pesats d'or o mercuri, li van permetre dilucidar l'estructura espacial d'aquesta molècula l'any 1959. L'any 1962 compartí amb Perutz el Premi Nobel de Química per aquests treballs.